# Anette Laigaard
Anette Laigaard (født 7. november 1952 i København) er en dansk socialrådgiver, pensioneret forvaltningsdirektør og nuværende formand for Foreningen Spiseforstyrrelser og Selvskade
Fra 2016 til 2017 var hun desuden formand for Det Centrale Handicapråd, udpeget af daværende social- og indenrigsminister Karen Ellemann. 

## Karriere
Anette Laigaard var administrerende direktør for socialforvaltningen i Københavns Kommune fra 2007 til 2016. Tidligere har hun blandt andet været kommunaldirektør i Karlebo Kommune, direktør for social og psykiatri i Storstrøms Amt og socialchef og vicekommunaldirektør i Møn Kommune.

## Hverv og poster
Anette Laigaard har haft en lang række tillidshverv og poster, samt været medlem i flere råd. Blandt andet har hun været medlem af Mandag Morgens Innovationsråd, medlem af Kommunaldirektørforeningen, Socialchefforeningen samt Zonta, en verdensomspændende organisation, der arbejder for bedre vilkår for kvinder. Hun har også indgået i Jurist- og Økonomforbundets mentorkorps for nye ledere. 
Siden 2015 har Laigaard været bestyrelsesmedlem i PsykiatriPlus, og i marts 2016 blev hun bestyrelsesmedlem i det nyoprettede Danish Justice Foundation.

## Uddannelse
Anette Laigaard er uddannet socialrådgiver fra Den Sociale Højskole, 1975.